# Río Los Molles
El río Los Molles es un curso natural de agua que nace en la cordillera de los Andes y fluye con dirección general oeste en la Región de Coquimbo, cambia su nombre a río Rapel (Grande) y con el descarga sus aguas finalmente en el río Grande (La Paloma) que se une aguas abajo al río Hurtado para formar el río Limarí.
No confundir con el estero Los Molles de la Región de Valparaíso.

## Trayecto
El río Los Molles nace en la frontera internacional de la Región de Coquimbo, recibe las aguas del estero El Viento, fluye hacia el oeste casi paralelo al río Mostazal, al sur de la  cordillera de Doña Rosa. Cambia su nombre a río Rapel en la confluencia con el río Palomo y así llega a entregar sus aguas al río Grande que las lleva al embalse La Paloma.
La Central hidroeléctrica Los Molles, ubicada a un costado del río, aprovecha la energía hidráulica de sus aguas y tiene un caudal de diseño de 1,86 m³/s.: 24 

## Caudal y régimen
La estación fluviométrica del río se ubica a 2355 metros sobre el nivel del mar, y aguas arriba de la confluencia del río Claro, y unos 3 km aguas abajo de la bocatoma del canal de aducción de la central hidroeléctrica Los Molles.
Los caudales captados por el Canal Central Los Molles (que van a la central hidroeléctrica) son relevantes, por lo que es necesario naturalizar los caudales medidos en las estación, de manera de poder obtener el régimen natural del río. Para realizar esto se suman los caudales medios mensuales registrados en esta estación con los de la estación ubicada en el Canal Central Los Molles.: 46 
La subcuenca del río Rapel y su tributario Los Molles tiene un régimen nival con sus mayores caudales entre noviembre y enero, producto de los deshielos cordilleranos. Los menores caudales se presentan entre junio y agosto debido la baja influencia pluvial.: 62 

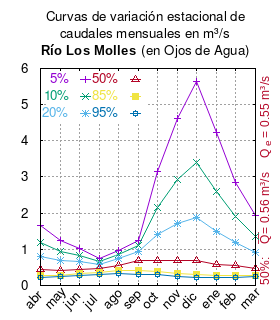
Curvas de variación estacional del río Los Molles en Ojos de Agua, sin el agua desviada a la central hidroeléctrica.

El caudal del río (en un lugar fijo) varía en el tiempo, por lo que existen varias formas de representarlo. Una de ellas son las curvas de variación estacional que, tras largos periodos de mediciones, predicen estadísticamente el caudal mínimo que lleva el río con una probabilidad dada, llamada probabilidad de excedencia. La curva de color rojo ocre (con {\displaystyle {\color {Red}\vartriangle }}) muestra los caudales mensuales con probabilidad de excedencia de un 50%. Esto quiere decir que ese mes se han medido igual cantidad de caudales mayores que caudales menores a esa cantidad. Eso es la mediana (estadística), que se denota Qe, de la serie de caudales de ese mes. La media (estadística) es el promedio matemático de los caudales de ese mes y se denota {\displaystyle {\overline {Q}}}. 
Una vez calculados para cada mes, ambos valores son calculados para todo el año y pueden ser leídos en la columna vertical al lado derecho del diagrama. El significado de la probabilidad de excedencia del 5% es que, estadísticamente, el caudal es mayor solo una vez cada 20 años, el de 10% una vez cada 10 años, el de 20% una vez cada 5 años, el de 85% quince veces cada 16 años y la de 95% diecisiete veces cada 18 años. Dicho de otra forma, el 5% es el caudal de años extremadamente lluviosos, el 95% es el caudal de años extremadamente secos. De la estación de las crecidas puede deducirse si el caudal depende de las lluvias (mayo-julio) o del derretimiento de las nieves (septiembre-enero).

## Historia
Francisco Solano Asta-Buruaga y Cienfuegos escribió en 1899 en su obra póstuma Diccionario Geográfico de la República de Chile sobre el río:
Rapel.-—Riachuelo del departamento de Ovalle que tiene su cabecera en el boquete de Valle Hermoso de este mismo departamento por los 30° 42' Lat. y 70° 28' Lon. á 4,124 metros sobre el Pacífico, y que baja en dirección al O. á echarse en la derecha ó margen norte del Río Grande por los 30º 43' Lat. y 70° 58' Lon. próximo al E. de la aldea de Mialqui é inmediatamente al lado abajo del paraje que, por esta conjunción de las dos corrientes, se llama las Juntas. En sus riberas que son estrechas se hallan la aldea de su nombre y espacios de terreno cultivado. Caen á el varios derrames de las sierras que estrechan su cuenca por el sur y el norte, pero que no le llevan agua sino en algunas ocasiones de lluvias. Recibe con todo un pequeño afluente que denominan río de la Paloma.